# Krateros der Makedone
Krateros der Makedone (altgriechisch Κράτερος Kráteros oder Κρατερός ὁ Μακεδών Kraterós ho Makedṓn) war ein antiker griechischer Schriftsteller. Unter seinem Namen ist eine Urkundensammlung aus Athen überliefert.
Krateros wird mit dem Epitheton Makedone bei Plutarch im Zusammenhang mit dem Tod des Aristeides erwähnt, über den er eine abweichende Darstellung geboten habe. Plutarch beklagt, dass Krateros dafür keine Quellen nenne.
Krateros ist identisch mit dem Verfasser der auf Athen beschränkten ψηφισμάτων συναγωγή psēphismátōn synagōgḗ, deutsch ‚Sammlung der Volksbeschlüsse‘. Sie soll aus neun Büchern bestanden und neben den chronologisch angeordneten Urkunden auch Erklärungen enthalten haben. Krateros stützte sich wohl mehr auf Inschriften als auf Archivmaterial. Die Sammlung wurde von späteren antiken Schriftstellern, Interpreten und Geschichtsschreibern viel genutzt. Krateros war damit neben Philochoros einer der wichtigsten attischen Lokalhistoriker, wenngleich er nicht zu den sogenannten Atthidographen gezählt wird. Die Sammlung der Volksbeschlüsse (ψηφίσματα psēphísmata) ist nur fragmentarisch erhalten; trotzdem befinden sich darunter wichtige Textquellen zur athenischen Geschichte, insbesondere für das 5. Jahrhundert v. Chr.
Nicht geklärt werden kann, ob dieser Krateros vielleicht zu identifizieren ist mit Krateros von Korinth, dem Sohn des 321 v. Chr. gefallenen makedonischen Alexanderfeldherrn Krateros und der Phila, der von Antigonos II. Gonatas um 280/79 v. Chr. zum Statthalter von Korinth ernannt wurde. In der Forschung ist diese teils vorgenommene Gleichsetzung umstritten, zumal der Name Krateros relativ häufig belegt ist.

## Ausgaben
- Die Fragmente der griechischen Historiker (FGrH), Nr. 342.
- Edwin Carawan: Krateros the Macedonian (342). In: Brill’s New Jacoby. (Text, englische Übersetzung, Kommentar und weitere Literatur).